# Prasinocyma bicolor
Prasinocyma bicolor là một loài bướm đêm trong họ Geometridae.